# Алексеевское сельское поселение (Горьковский район)
Алексеевское сельское поселение — сельское поселение в Горьковском районе Омской области.
Административный центр — посёлок Алексеевский.

## География
Площадь Алексеевского сельского поселения составляет 380,3. кв. км, или 0,012 % от территории Горьковского муниципального района.
Основными природными ресурсами поселения являются:
• глины — кирпичное сырьё (разведано 2 месторождения, суммарные запасы 4 тыс. м³ глинистого материала), могут служить сырьевой базой для кирпичных заводов. В настоящее время месторождения не разрабатываются. Работа кирпичного завода приостановлена из-за смены собственника.
• подземные воды хозяйственно-питьевого назначения, 5 скважин эксплуатируются 2 хозяйствующими субъектами, суммарный годовой отбор воды 0.80 тыс. м³. В п. Алексеевский и д. Сягаевка, Северная.
• лесной фонд — 5982 га , 15 % площади поселения, общий запас древесины — 110 тыс. м³. Промышленная заготовка и переработка древесины на территории поселения не ведётся — нет оборудования
Общая площадь земельных ресурсов составляет 37.0 тыс. га, из них 28.6 тыс. га — сельскохозяйственные угодья.

## История
Алексеевское сельское поселение образовано в 2006 году. В состав сельского поселения входят 4 населенных пункта п. Алексеевский, д. Алексеевка, д. Северная, д. Сягаевка.

## Административное деление
| статус  | населённый пункт | год основания |
| ------- | ---------------- | ------------- |
| посёлок | Алексе́евский     | 1925          |
| деревня | Алексе́евка       | 1908          |
| деревня | Се́верная         | ?             |
| деревня | Сяга́евка         | 1890          |

## Население
Национальный состав населения по переписи 2002 года:
- Русские — 99,0 %
- Украинцы — 0,04 %
- Казахи — 0,03 %
- Немцы — 0,02 %
- Татары — 0,01 %
- Другие

Население поселения на 1 января 2010 года составляет 2444 человека, плотность населения — 1.5 чел./кв.км.

## Инфраструктура
Протяжённость дорог составляет 20 км, из них дорог с твёрдым покрытием — 52,5 % 10.5 км.